# 島田敏
島田敏（日语：／ Shimada Bin，1954年11月20日—）是日本的男聲優，新潟縣新潟市出身，血型B型。從屬於青二Production，以前所屬Theatre Echo。

## 人物介紹
- 冷靜透徹的角色，從少年到青年的角色，還有開朗又快樂的角色等等，演技的範圍很廣。聲調高且尖銳是其特徵。
- 絕對無敵雷神王、元氣爆發甘巴魯格、熱血最強岡薩烏爾的藍光人系列，這個名字的由來是Eldran（藍光人）的演出，在那之後以外的角色演出（特別是『嚴巴魯格』『岡薩烏爾』的飛行員角色）。
- 音質和松尾銀三很類似，在松尾去世後，他繼續為他擔任忍者亂太郎的喜姆喜姆與超能奇兵的畢福的角色。
- 還有，在同時代支援了得了糖尿病的安西正弘，還有同屬青二Production的田中真弓一起互相幫助。
- 游泳很在行。
- 演出超級機器人大戰F敵方一般士兵的聲音，由於該作品的難度很高而留下很強烈的印象。

## 演出
粗體字表示主要角色。

### 電視動畫
- Yes! 光之美少女5（內華達科斯）
- 淘氣小親親（相原重雄）
- 犬夜叉（紅達）
- 宇宙船薩西達留斯（托比）
- 宇宙魔神大劍豪（雨果）
- 浦安鐵筋家族（春卷龍、國會議員）
- 福星小子（水乃小路飛麻呂）
- NG騎士檸檬汽水&40（黃金魔獸）
- F-ZERO 法爾康傳說（席爾法・尼爾遜）
- 死亡代理人（阿姆內西亞）
- 藍光人系列
  - 絕對無敵雷神王（小島勉、藍光人）
  - 元氣爆發甘巴魯格（流崎力哉、藍光人）
  - 熱血最強岡薩烏爾（白金太郎、高木俊雄、藍光人）
- 天使心（博士）
- 機關劍豪傳宮本武藏（嚴龍博士）
- 傀儡師左近（濱田浩一郎）
- 西瓜皮先生（田中）
- 萬花筒之星（芭蕾舞老師）
- GUNDAM系列作品
  - 機動戰士Z GUNDAM（帕普迪馬斯·希洛克）
  - 機動戰士GUNDAM ZZ（尼奇少尉、尼·金倫）
- 加油！Kickers（堀江光太郎）
- 機甲戰記威龍（卡爾‧蓋納、金恩）
- 機甲創世記（史狄克・伯納德）
- 奇天烈大百科（花丸菊之丞（第一代）、拉格斯、牛五郎、泉谷、龍、貝籐、六助、堀田、田五作、目黑、白烏鴉）
- 機動警察Patlabor（新堀）
- 貓堂忍傳（帕克哈茲5號）
- 足球小將翼（片桐宗政）（第一代）
- 今天是魔王（路易·比隆）
- 銀河疾風Sasuraiger（強、洛姆·林雷、佩雷斯、比奇、史汀、警察所所長、播報員、海隆博士、男、薩可·巴爾希尼、樸昌愛、隊長、蘇西的父親、幹部）
- 銀河烈風Baxinger（凱・馬隆）
- 金田一少年之事件簿（小林星二）
- 銀魂（老爺爺、平賀源外）
- 金肉人II世 ULTIMATE MUSCLE（無障礙人）※第6話-第8話
  - 金肉人II世 ULTIMATE MUSCLE2（無障礙人）※第12話-第13話（最終話）
- 空想科學世界Gulliver Boy（滿月男爵）
- 衝擊機器人Nitro（真羽正義）
- 電子神童（戰士）
- 激鬥！衝擊機器人TURBO（吉亞特連）
- 鬼太郎第4部（惡魔布耶爾）
- 鬼太郎第5部（一目入道、琵琶牧牧、秦）
- Keroro軍曹（3M、男侍星人）
- 健次通信揚玉（阿勝、卡其、莫迪姆）
- 城市風雲兒（鐵劍十郎）
- 霹靂酷樂貓（布魯斯）
- 辛普森一家（克拉斯蒂、特洛伊・麥克爾 其他）
- 流石的猿飛（教官）
- Shigurui（山崎九郎右衛門）
- 可愛巧虎島（多多、美美玲的爸爸）
- 巨神高格（傑諾恩）
- 獸神萊格（道爾・柯曼德）
- 重戰機L蓋姆（安東・蘭頓、查伊・強、穆特、梅修・默克）
- 獸戰士賈爾吉巴（丹斯）
- 超能奇兵（瓜核、畢幅(第2代)）
- 少年偵探 推理之絆（和田谷末丸）
- 秀逗魔導士（聖格爾斯）
- 秀逗魔導士NEXT（聖格爾斯）
- 宇宙奇兵（理查・蘭斯洛特）
- 森林王子 少年毛克利（尼爾）
- 聖鬥士星矢 北歐Asgard篇（貝塔星梅拉克的哈根）
- 世界名作劇場系列
  - 湯姆索耶的冒險（山姆、鮑伯）
  - 牧場上的少女卡特莉（克斯特）
  - 小公子西迪（威爾金斯）
  - 我的長腿叔叔（吉米‧麥克布萊德）
  - 大草原上的小天使 灌叢嬰猴（亨利‧盧瑟福特）
  - 七海的堤可（安利柯）
  - 名犬萊西（漢米爾頓、羅伯特‧柯瑞老師）
  - 悲慘世界 少女珂賽特（馬白福）
  - 波菲的漫長旅程（杜里歐‧馬丁尼）
- 音速小子X（查克、波克）
- 麵包超人（蝦子君）
- 逮捕令（中嶋劍）
- 時光旅行人（忍者、福爾摩斯）
- 時光母艦系列
  - 山頂人（沙格・淨、大吉君）
  - 時光母艦2000 怪盜閃閃發光人 （小德川伊衛康）
- 鬥將！！拉麵男（傑奇·李）
- 快樂的慕敏一家（安東）
- 中華一番（李提督的手下、張大人 其他）
- 超時空騎團（夏爾·德·愛杜亞爾）
- 超者萊汀（斯佩克達）
- 接下來怎麼辦（無名的權兵衛）
- 小小男子漢（鷺野良人）
- 飛天小女警Z（小弘、拿破崙）
- 傳說巨神伊甸王（甘貝瑞·泰克諾）
- 怪博士與機器娃娃（1997年以後的重製版）（尼可蒂安大王、強歐斯署長）
- Topo Gigio（樸）
- 七龍珠Z（西界王神）
- 七龍珠GT（索恩巴拉、蘇五郎）
- 東東美的冒險（麗絲）
- 火影忍者（切髮）
- 南國少年奇小邪（松岡同學、東北宮城）
- 忍者亂太郎（喜姆喜姆(第2代)、由良四郎 其他）
- 學校！假面組（真實一郎）
- 墓場鬼太郎（水木茂(漫畫家)）
- 羽多良之吻 工人的黃金鼠組（保羅）
- 祝!(快樂☆幸運)吃驚人（光動鬼伍爾菲）
- 美少女戰士（熊田雄一郎）
- 火鳥（可平）
- 秘密的敦子（1988年）（大西機長）
- 頑皮豹（妖精）
- FIRESTORM（史蒂芬・強森）
- 閃電霹靂車（傑奇・古德里安）
- 怪醫黑傑克（漢姆艾格）
  - 怪醫黑傑克21（佐伯醫生）
- 蟲孽（泰德）
- 驚爆危機!The Second Raid （亨特·加賓）
- 平成天才笨小孩（年輕人）
- 佩托佩托（籐村都丹雄）
- 少年冒險王（哈珊）
- 冒險者（克裡斯多福‧哥倫布(成年時代)）
- 北斗神拳（猶大）
- 神奇寶貝（秋葉原博士）
- 星星卡比（其哈諾）
- 炸彈超人爆外傳V（小寶）
- 真知子老師（林格安納、播報員）
- 無限的未知魔神英雄傳小渡2（漢布藍兄弟(兄)、溫羅、卡摩西廉）
- 機器勇士 庫洛諾斯的大逆襲（金吉）
- 咕嚕咕嚕魔法陣（楊邦）
- 橘子醬男孩（松浦要士、老闆）
- 守護月天（職業DEUXER）
- 丸出駄目夫（放牛羚的孩子、隨從、格先生）
- 妙手小廚師（金吾）
- 科學情人（小金）
- 無限的未知（路克森・北條、拉丹）
- 無敵鐵金剛G7（一郎）
- 名偵探柯南（脅坂重彥、金谷峰人）
- 名偵探福爾摩斯（大衛）
- MONSTER（德累斯頓車站的詐欺者）
- 遊☆戲☆王（赤星昇太郎）
- 遊☆戲☆王怪獸之決鬥GX（守墓的長官）
- 勇者系列
  - 勇者傳說（比格蘭達、陸上四體合體蘭德派森、根本正巡查）
  - 勇者特急（納豆老爹）※第8話「別拿納豆動手！」
  - 勇者警察（德因克）※第6話「特倫特的保鏢」
- 夢戰士Wingman（拿斯）
- 悠哉的小貓（博士）
- 橫山光輝 三國誌（孫堅、程昱(第一代)）
- 吉本小子物語（安卡蜻蜓西川）
- 請多指教機械船（喬卡、二階堂、頭目）第5話・第8話・第21話
- 亂馬1/2熱鬥篇（大文字煎太郎、土木修行者 其他）
- 魯邦三世 PartIII（柏塔的哥哥）
- 羅賓漢大冒險（小約翰、塔克（青年時期））
- ONE PIECE（瓦波爾、海賊、福克西）
- 狗狗三劍客（隊士）
- 怪談餐館（貓妖、獨眼主廚）
- 櫻桃小丸子（爺爺（櫻友藏）（第三代））
- 動物偵探奇魯米（御子神勇氣）
- 美食獵人TORIKO（喬喬）
- 圣斗士星矢Ω（雕具座米开朗基罗、那智）
- 数码宝贝合体战争（奥米加兽）
- 七龙珠改（神<第2代>）

2010年
- 哆啦A夢（引道仁）

2011年
- 「C」（島田）

2013年
- 夜櫻四重奏 -花之歌-（森野和義）

2014年
- 英雄銀行（豪勝藏安）
- 境界觸發者（根付榮藏）
- 七龙珠改 魔人布欧篇（巴比提）

2015年
- 純潔的瑪利亞（紀堯姆）
- 银魂°（平賀源外）
- 高校星歌劇（柊宗嚴）

2016年
- 鬼牌遊戲（里村）
- 虎面人W（日本播報）

2017年
- 秋葉原之旅 -THE ANIMATION-（奈斯村村）
- 七龍珠超（迪斯波）
- 有頂天家族2（天滿屋[1]）
- 咕嚕咕嚕魔法陣（拉肯）

2018年
- 救難小英雄 逆襲的三惡人（亞歷山大·貝爾）
- 鬼太郎（第六作）（子泣爺爺、塗壁）
- 蒼天之拳 REGENESIS（田樂傳[2]）
- 琴之森（J·J·塞羅[3][4]）
- 驚爆危機！Invisible Victory（亨特·加賓）
- 刃牙（澀川剛氣）
- 來玩遊戲吧（華子祖父）
- 蒼天之拳 REGENESIS 第2期（田樂傳）
- 梅露可物語 -無精打采的少年與瓶中少女-（老僕）
- 黃金神威 第2期（有坂成藏）

2019年
- POP TEAM EPIC（PIPI美〈第14話B PART〉[5][6]）
- BAKUMATSU CRISIS（葛飾北齋）
- 艾梅洛閣下II世事件簿 -魔眼蒐集列車 Grace note-（費南德·李）
- 炎炎消防隊（拉夫魯斯三世）
- Radiant 虛空魔境 第2期（米爾[7]）

2020年
- 交通工具人 移動樂園的跑車君（虎）
- 聽我的電波吧（寶田嘉樹[8]）
- 阿薩里爾 未來的民間故事（法德爾）
- 刃牙 第2期（澀川剛氣）
- 炎炎消防隊 貳之章（拉夫魯斯三世）
- 黃金神威 第3期（有坂成藏）
- 總之就是很可愛（店主）
- 閃躍吧！星夢☆頻道（團長）

2021年
- 境界觸發者 2nd season（根付榮藏）
- 漂流少年（虎）
- 境界觸發者 3rd season（根付榮藏）

2022年
- ONE PIECE（デン、霜月康家）
- 食鏽末世錄（敷島）
- BLUE LOCK 藍色監獄（不亂蔦宏俊）
- 數碼寶貝幽靈遊戲（納米獸）

2023年
- ONE PIECE（怪物）
- 為了養老，我要在異世界存8萬枚金幣（扎爾宰相）

2024年
- 佐佐木與文鳥小嗶（哈曼）
- 地下城中的人（克萊易切）
- 結緣甘神神社（甘神千鳥[9]）
- BLUE LOCK 藍色監獄 VS. U-20 JAPAN（不亂蔦宏俊）
- 再見龍生，你好人生（村長）
- 七龍珠大魔（巴比迪）
- BLEACH 千年血戰篇-相剋譚-（沛尼達·帕倫卡傑斯）

2025年
- 神劍闖江湖－明治劍客浪漫譚－ 京都動亂（才槌[10]）
- 炎炎消防隊 參之章（拉夫魯斯三世[11]）
- 光逝去的夏天（三笠徹）

### 劇場版動畫
- 銀魂完結篇 永遠的萬事屋（平賀源外）
- 阿里昂（阿雷斯）
- GUNDAM系列作品
  - 機動戰士GUNDAM 逆襲的夏亞（主管人員）
  - 機動戰士Z GUNDAM 星星的繼承者（帕普迪馬斯·希洛克）
  - 機動戰士Z GUNDAMII 戀人們（帕普迪馬斯·希洛克）
  - 機動戰士Z GUNDAMIII 星星的鼓動是愛（帕普迪馬斯·希洛克）
- 金肉人II世 馬蘇爾人篸爭奪! 超人大戰爭（丹蘇爾）
- 鬼太郎 大海獸（川村）
- 鬼太郎 妖怪特急！夢幻般的汽車（狼男）
- 逮捕令 THE MOVIE（中島劍）
- 新SOS大東京探險隊（山下草次郎）
- 哆啦A夢系列
  - 哆啦A夢 大雄的大魔境 （兵士B）
  - 哆啦A夢 大雄的宇宙小戰爭（同志D）
  - 哆啦A夢 大雄與翼之勇者（谷助的父親）
  - 哆啦A夢 大雄與機器人王國（權助）
  - 哆啦A夢 大雄的太陽王傳說（凱亞爾）
  - 哆啦A夢 大雄的貓狗時空傳（長官B）
- 七龍珠系列
  - 七龍珠Z 燃燒！！熱戰‧烈戰‧超激戰（布羅利）
  - 七龍珠Z：二人面臨危機！超戰士難以成眠（布羅利）
  - 七龍珠Z 超戰士擊破！！勝利是我的（布羅利）
  - 七龍珠 最強之道（藍將軍）
  - 七龍珠Z 復活的融合！！悟空與貝基塔（西界王神、獨裁者）
  - 七龍珠超 布羅利（布羅利）
  - 七龍珠超 超級英雄（布羅利）
- ONE PIECE THE MOVIE 攪拌機故事+冬天綻放、奇蹟的櫻花（瓦波爾）

1987年
- 紫式部 源氏物語（頭弁）
- 王立宇宙軍～歐尼亞米斯之翼～（亞納藍）

2022年
- 漂流家園（熊谷安次[12]）
- ONE PIECE FILM RED（蒙斯塔[13]）

### OVA
- SD戰國傳（武者仁宇）
- 機動戰士GUNDAM 0080 口袋中的戰爭（加布里耶爾・拉米雷斯・賈西亞）
- 機神兵團（榊大作）
- 旭日艦隊（原元辰）
- 紺碧艦隊（原元辰、鳴門艦長）
- 名偵探柯南 柯南VS基德VS阿刃 寶刀爭奪大決戰！！（鐵劍十郎）
- 閃電霹靂車（傑奇・古德里安、日吉明）
- 超能奇兵 方蒂斯克（阿爾達仙人）
- 聖鬥士星矢 冥王哈迪斯十二宮篇（地奇星弗洛格的傑洛斯）
- 逮捕令（中島劍）
- 超時空要塞II：再愛一次（尼克斯・吉伯特）
- 傅安泰西亞物語 THE ANIMATION（萊森）
- 鬥神縳（修‧新莊）
- 鋼鐵神兵（鋼鐵萬聖節）
- 亂馬1/2 邪惡之鬼（神主）
- 銀河英雄傳說（菲爾斯）

2016年
- 高校星歌劇 OVA1（柊宗嚴）

### 網路動畫
- 橫田惠（橫田拓也（成人時）、橫田哲也（成人時））
- 超级七龙珠群雄（布洛利）

2024年
- 範馬刃牙 VS 拳願阿修羅（澀川剛氣[14]）

### 遊戲
- ACE COMBAT 6 解放的戰火（唐尼・特其軍曹）
- 機動戰士Z GUNDAM 艾格 VS.蒂丹斯（帕普迪馬斯·希洛克）
- 機動戰士GUNDAM GUNDAM VS.ZGUNDAM（帕普迪馬斯·希洛克）
- SD GUNDAM GGENERATIONシリーズ（帕普迪馬斯·希洛克、尼‧金倫、加布里耶爾‧拉米雷斯‧賈西亞）
- GUNDAM 戰鬥史（帕普迪馬斯·希洛克）
- GUNDAM 皇家之戰（帕普迪馬斯·希洛克）
- 機動劇團波羅一座 GUNDAM麻將+Ζ 更加的做到了（帕普迪馬斯·希洛克）
- 金肉人 馬蘇爾葛蘭布利MAX（無障礙人）
- 金肉人 馬蘇爾葛蘭布利2 特盛（無障礙人）
- 拳皇 極限衝擊（海爾納）
- 決戰II（曹仁、程昱）
- 魁！！男塾（法老王）
- 賽門騎士 克蘭斯特物語 ~開始的寶石~（安吉）
- 英雄傳說3：白髮魔女 [塞格塞坦]（洛迪）
- 超級機器人大戰系列
  - 超級機器人大戰F（安東・蘭頓、查伊・強、一般兵）
  - 超級機器人大戰F完結篇（帕普迪馬斯·希洛克、安東・蘭頓、查伊・強、一般兵）
  - 超級機器人大戰α（帕普迪馬斯·希洛克、尼‧金倫、一般兵）
  - 超級機器人大戰α for Dreamcast（帕普迪馬斯·希洛克、尼‧金倫、一般兵）
  - 超級機器人大戰Scramble Commander（帕普迪馬斯·希洛克）
  - 超級機器人大戰MX（卡爾・蓋納、金恩）
  - 超級機器人大戰GC/XO（吉翁軍一般兵、卡爾・蓋納、金恩、小島勉、加布里耶爾・拉米雷斯・賈西亞、安東・蘭頓、查伊・強、凱‧馬隆）※1人飾演8個角色
  - 超級機器人大戰MX 攜帶版（卡爾‧蓋納、金恩）
  - 超級機器人大戰V（卡米拉斯親衛隊艦長）
  - 超級機器人大戰T（卡魯洛斯）
  - 超級機器人大戰30（卡魯洛斯）
- 純真傳奇（歐斯巴德‧馮‧克爾艾拉）
- 世界傳奇 閃耀神話（威德森）
- 召喚夜響曲 鑄劍物語 ~肇始之石~ (エソジ)
- 傅安泰西亞物語（PSP版）（倫格羅姆、羅森、士兵）
- 遺跡傳奇（索隆）
- 生死格鬥（薩克）
- 七龍珠系列
  - 七龍珠Z 超武鬥傳2（賽爾二世）
  - 七龍珠Z 超武鬥傳3（布洛利）
  - 七龍珠Z3（布洛利）
  - 七龍珠Z Sparking！（布洛利）
  - 七龍珠Z Sparking!NEO（布洛利）
  - 七龍珠Z Sparking!METEOR（布洛利）
  - 七龍珠 迅猛炸裂（布洛利）
  - 七龍珠 迅猛炸裂2（布洛利）
  - 七龍珠Z 终极武鬥傳（布洛利）
  - 七龍珠群雄（布洛利、比克大魔王<第2代>、神、巴比提）
  - 超級七龍珠群雄（布洛利、布洛利：BR、迪斯波、比克大魔王、神、巴比提）
  - 七龍珠 Zenkai Battle（布洛利、巴比提）
  - 七龍珠 Z之战（布洛利、巴比提）
  - 七龍珠 異戰（布洛利）
  - 七龍珠 異戰2（布洛利、布洛利：BR、迪斯波）
  - 七龍珠 FighterZ（布洛利、布洛利：BR）
  - 七龍珠 激战传说（布洛利、布洛利：BR）
  - 七龍珠 Sparking! ZERO（布洛利、布洛利：BR、迪斯波）
- 極速快感：玩命山道（奈威）
- 亡國的年代2035 ~砲兵戰艦（淺生浩司）
- 北斗神拳 (對戰型格鬥遊戲)（猶大）
- 北斗神拳 世紀末救世主傳說（猶大）
- Policenauts（提普‧佛雷斯特）
- 競爭學園（霧島九郎）
- ONE PIECE系列
  - ONE PIECE 操場戰鬥！2（瓦波爾）
  - ONE PIECE 海洋的夢想！（瓦波爾）
  - ONE PIECE 操場戰鬥！3（瓦波爾）
  - ONE PIECE 操場戰鬥！（瓦波爾）
  - ONE PIECE 操場戰鬥！前進（福克西）
  - ONE PIECE 海盜狂歡節（福克西）

2005年
- 亡國之神盾2035 ～Warship Gunner～（日语：亡国のイージス2035 〜ウォーシップガンナー〜）（淺生浩司）
- ONE PIECE 海盜嘉年華（日语：ONE PIECE パイレーツカーニバル）（瓦波爾、弗克西）

2012年
- 電鋸甜心（純二·森川[15]）

2016年
- 女友伴身邊（初惡夢男）

2024年
- 女神異聞錄3 Reload（伊格尔、田中社长）

### 連續劇CD
- 安潔莉克 光與暗的沙克利亞（黑暗守護聖克拉威斯）
  - 安潔莉克 激動心情的珠寶箱（黑暗守護聖克拉威斯）
- 夏洛克‧福爾摩斯的冒險：血紅色的研究（傑佛遜‧霍普）
- 超能奇兵 音樂原聲曲（瓜核）
- 電擊CD文庫 侍魂（罷王丸）
- 東芝EMI 快打旋風II春麗飛翔傳說（隆 快打旋風II）
- 七華6/17（嵐山甚八）
- B壹（兇骨）
- 瀨戶的花嫁（永澄的父親）

### 柏青哥・柏青斯洛
- 山米:「CR北斗神拳 傳承」「CR北斗神拳 強敵（とも）」（彈珠機(柏青哥)。猶大）

### 外語配音

#### 演員
馬克·漢米爾
- 鐵血軍營（葛瑞夫）※東京電視台版。

#### 電影
- 火車頭日記（史蒂普尼）
- 貓狗大戰（俄羅斯藍貓）
- 星際大戰系列（路克·天行者〈馬克・漢米爾〉）
- 緊急追捕令5（某大物洛克・司特）
- 老公老婆不登對（比特〈喬爾・馬萊〉）
- 永遠的蝙蝠俠（愛德華‧尼格瑪/The・李德拉）
- 金剛戰士系列
  - 麥迪‧摩芬的金剛戰士（白諾歐克特帕斯）
- 奏出新希望（菲爾〈史蒂芬‧湯普金森〉）
- 文藝復興豪傑（海溫德）
- 倩女幽魂（寧采臣〈張國榮〉）※影碟版。
- 倩女幽魂II：人間道（寧采臣〈張國榮〉）※影碟版。
- 深海攔截大海怪（喬伊·潘多奇〈凱文·J·歐康納（英语：Kevin J. O'Connor (actor)）〉）※影碟版。
- 怪醫杜立德2（英语：Dr. Dolittle 2）（袋貂〈艾薩克·海耶斯〉）※東京電視台版。
- 警網
- 哈里和漢德森一家（英语：Harry and the Hendersons） ※TBS版。
- 虎克船長（彼得潘）
- 撞板神探（英语：Loose Cannons (1990 film)）（奧夫）
- 叛世情花（日语：マグダレーナ/『きよしこの夜』誕生秘話）（漢斯）
- 中華戰士（永）
- 極度冒險（佩爾曼〈保羅·班-維特（英语：Paul Ben-Victor）〉）※影碟版／（戴維斯）※朝日電視台版。
- 密西西比在燃燒（萊斯特·考恩斯〈普魯特·泰勒·文斯（英语：Pruitt Taylor Vince）〉）※朝日電視台版。
- 警察學校5：邁阿密之旅（英语：Police Academy 5: Assignment Miami Beach）（尼克·拉薩德〈麥特·麥考伊（英语：Matt McCoy (actor)）〉）※TBS版。
- 警察學校6：解救圍城（英语：Police Academy 6: City Under Siege）（尼克·拉薩德〈麥特·麥考伊〉）※TBS版／（道格拉斯·法克勒〈布魯斯·馬勒（英语：Bruce Mahler）〉）※影碟版。
- 終極戰士2（天蠍幫、地鐵暴徒）※朝日電視台版。
- 瘋狂靚妹仔（英语：Private School (film)）（布巴·博勒加德〈邁克爾·佐列克（英语：Michael Zorek）〉）※富士電視台版。
- 洛基
- 晶兵總動員（布拉德、靜電林克〈布魯斯·鄧恩〉）※VHS版
- 忍者龜（拉斐爾）※VHS版。
- 少棒闖天下（英语：The Bad News Bears）（魯迪·史坦〈大衛·波洛克〉）※朝日電視台版。
- 美國狼人在巴黎（克里斯〈菲爾·巴克曼（英语：Phil Buckman）〉）※東京電視台版。
- 終極保鑣（西·斯佩克特〈加里·凱普（英语：Gary Kemp）〉[16]）※影碟版。
- 電腦神童（英语：The Computer Wore Tennis Shoes）（亨利〈弗蘭克·維爾克〉）※富士電視台版。
- 愛情終結者（英语：The Exterminator）（麥提〈內德·艾森柏格（英语：Ned Eisenberg）〉）※東京電視台版。
- 小子難纏3（英语：The Karate Kid Part III）（邁克·巴恩斯（英语：Mike Barnes (Karate Kid)）〈西恩·凱南（英语：Sean Kanan）〉）※VHS版。
- 神鬼傳奇2（伊吉·巴頓斯〈尚恩·帕克斯（英语：Shaun Parkes）〉）※朝日電視台版。
- 大魔域3：飛進未來（英语：The NeverEnding Story III）（Jr.）※朝日電視台版。
- 替身殺手（史坦·澤德科夫〈麥克·魯克〉）
- 絕地任務（弗萊陸戰隊上尉〈格里高利·施波爾勒德（英语：Gregory Sporleder）〉）※影碟版。
- 再造戰士（蓋斯〈提科·威爾斯（英语：Tico Wells）〉）※朝日電視台版。

#### 電視影集
- 夏威夷神探（歐維爾·“瑞克”·萊特〈賴瑞·馬內蒂（英语：Larry Manetti）〉）※東京電視台版。
- 她書寫謀殺（英语：Murder, She Wrote）（格雷迪·弗萊徹〈麥可·霍爾頓〉）

#### 動畫
- 森林王子（猴子）※BV版。

### 特攝
- 假面騎士（假面騎士2號、假面騎士V3）
  - 假面騎士 8人騎士VS銀河王（假面騎士史特隆格）
- 假面騎士超級1（假面騎士1號）
- 假面騎士ZX（假面騎士史特隆格）
- 鬥志超人（旁白、鬥志超人、妄想鬥志超人、宇宙大怪獸、放浪宇宙人等）
- 百獸戰隊牙吠連者（輪胎變異人）
- 忍風戰隊破裏劍者（六之槍沙達拉庫拉、新聞節目主持人（卷之五十的時候登場出演））
- 忍風戰隊破裏劍者 THE MOVIE（六人槍沙達拉庫拉）
- 忍風戰隊破裏劍者 VS 牙吠連者（六人槍沙達拉庫拉）
- 特搜戰隊刑事連者（巴裡斯星人安提卡·阿爾巴奇、白龍星人柯拉查克）
- 幪面超人響鬼超（ハイパー）戰鬥DVD明日夢變身！你也能變成鬼！！（路利狼、淺蔥鷲）
- 轟轟戰隊冒險者（邪惡龍泰龍）
- 獸拳戰隊激氣連者（臨獸波本拳希希）
- 海賊戰隊豪快者（行動隊長沙達拉庫拉二世）

### 其他
- 只有一個地球（柯添、旁白）（NHK教育頻道）
- 山頂馬蘇爾（旁白）（中京電視台製作、日本電視台系列）
- 探險王國（馬爾馬西羅）（朝日放送製作、朝日電視台系列）
- 日本偉人大獎2007 改變歷史的超級偉人SP（聖德太子的聲音）
- 超人的世界「這是超人的國家！！」（旁白）萬代visual
- GO!GO!ACKMAN（高登）

## 腳註

## 外部連結
- 島田敏｜青二Production （日語）